# Zoborožec chechtavý
Zoborožec chechtavý (Bycanistes fistulator) je menší druh zoborožce z rodu Bycanistes obývající střední a východní Afriku od Senegalu po Nigérii.   

## Systematika
Druh formálně popsal v roce 1850 americký ornitolog John Cassin. Rozlišují se následující tři poddruhy s tímto rozšířením:
- B. f. fistulator (Cassin, 1850) – Senegal, Gambie a západní Nigérie;
- B. f. sharpii Elliot, DG, 1873) – jihovýchodní Nigérie až severní Angola;
- B. f. duboisi Sclater, WL, 1922 – od Středoafrické republiky po Konžskou demokratickou republiku a Ugandu.

## Výskyt
Výskyt tohoto zoborožce spadá do nížin středozápadní Afriky, které zoborožec obývá od Senegalu přes pobřežní státy jako je Sierra Leone, Libérie, Pobřeží slonoviny a Ghana až k Beninu a jihozápadní Nigérii. Vyskytuje se převážně ve vzrostlých primárních i sekundárních lesích. Jedná se o nížinatý druh obývající nadmořské výšky do 600 m.

## Popis

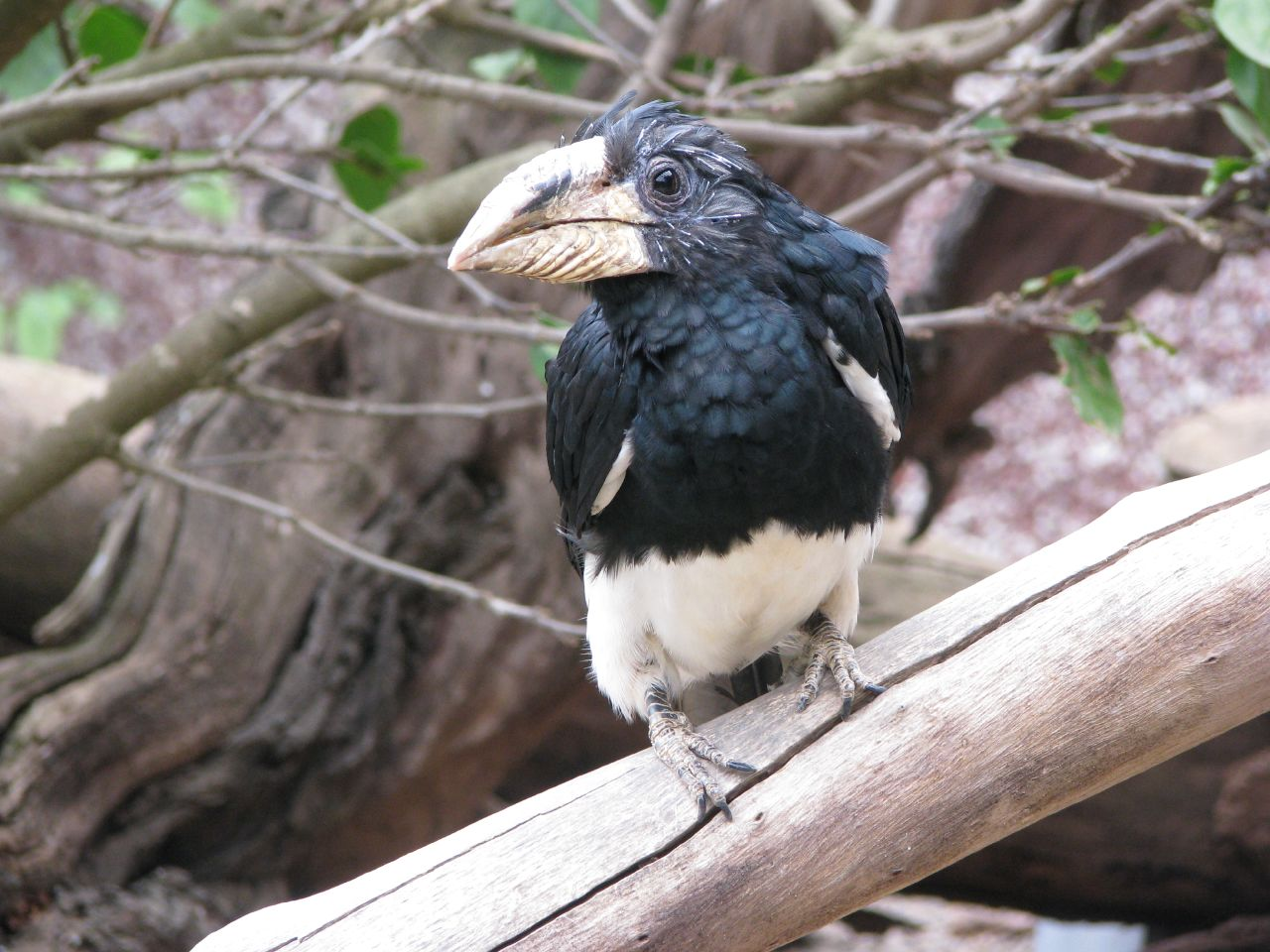
Zoborožec chechtavý v Tropickém parku Guinate na Lanzarote

Tento menší zoborožec dorůstá ke 40 cm. Samec má hlavu, krk, hřbet a horní část hrudi leskle černé. Spodní část hrudi a břicho jsou bílé, stejně jako spodní i horní krovy ocasní. Černý ocas má bílý konec s výjimkou páru středních ocasních per, které jsou cele černé. Středové loketní letky mají bílá zakončení, zbytek křídel je jinak černý. Dominantou hlavy je hnědý zobák, který je u kořene a na konci spíše krémový. Přilbice je jen velmi nízká s výraznými rýhami, které se táhnou i přes spodní čelist. Neopeřený oční kroužek je tmavě modrý, oči červenohnědé, nohy hnědé. Obě pohlaví vypadají takřka stejně, avšak samice je o něco menší, její neopeřený oční kroužek je zelenomodrý a oči hnědé.

## Biologie

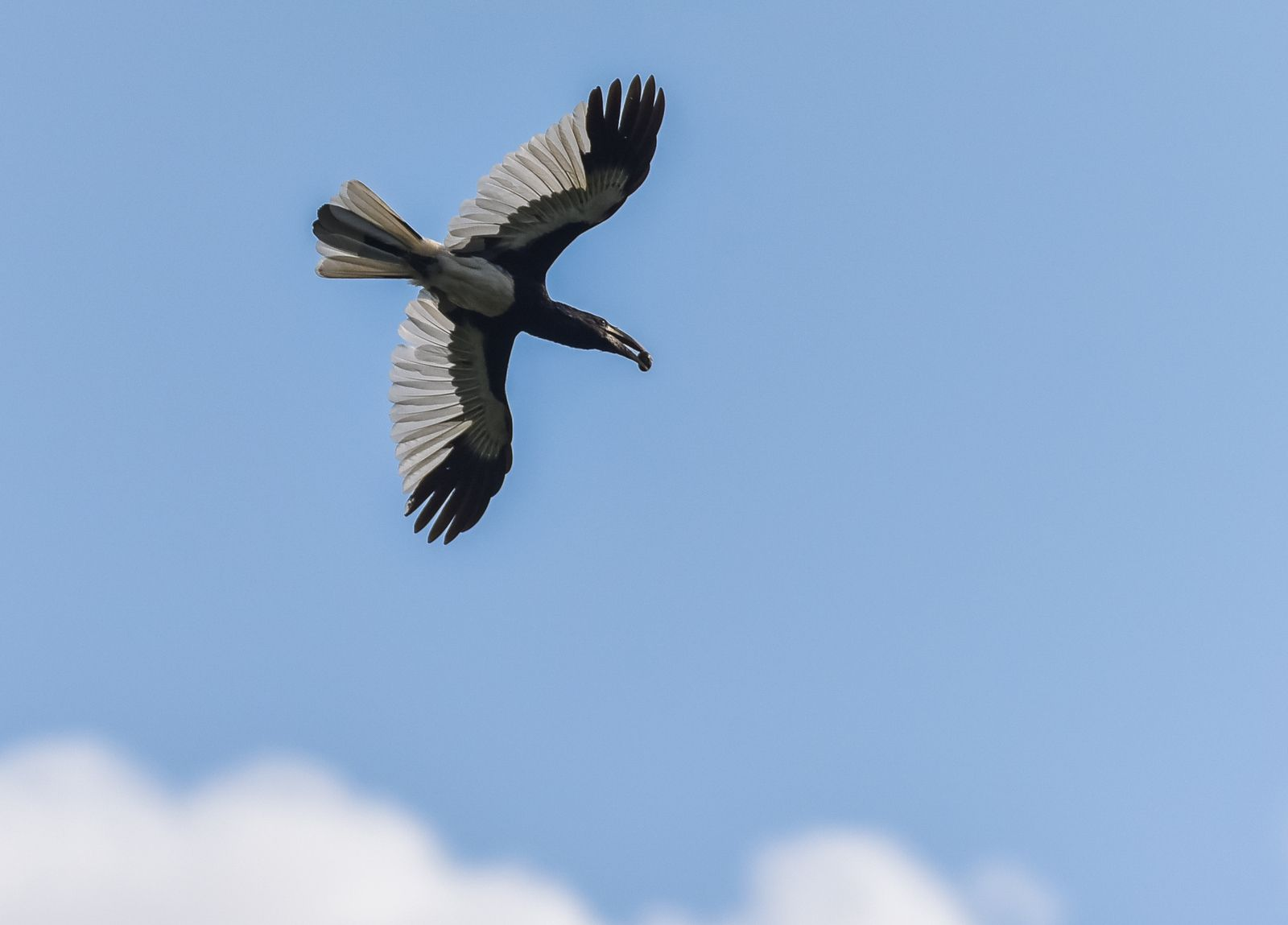
Zoborožec chechtavý v letu s patrnými bílými loketními letkami

Jak už druhový název napovídá, zoborožec chechtavý má výrazný hlasový projev. Vydává hlasité chraplavé chichotavé k-k-k-k nebo pronikavé píp-píp-píp-píp. Oba typy volání zpomalují a zrychlují v tempu i stoupají a klesají na hlasitosti. Jedná se o stálý druh, ale může podnikat poměrně daleké několikakilometrové přelety za potravou. Živí se hlavně ovocem, které sbírá vysoko v korunách stromů. Kolem 90 % potravy tvoří ovoce, zbytek utváří květy, pupeny i živočišný materiál jako jsou létající termiti a mravenci. Hnízdí v přirozených dutinách stromů. Samice klade 1–3 vejce, avšak výletu z hnízda se většinou dočká jen jedno mládě.

## Ohrožení
Mezinárodní svaz ochrany přírody (IUCN) považuje zoborožce chechtavého za málo dotčený druh. Populace druhu je sice na mírném ústupu, ten nicméně není tak rychlý, aby byl tento zoborožec považován za ohrožený druh. Areál rozšíření druhu je navíc obrovský.